# Agoriini
Agoriini, es una tribu de arañas araneomorfas, pertenecientes a la familia Salticidae.  Comprende un solo género que se encontró en las Filipinas e Indonesia, específicamente en Nueva Guinea, en Borneo, en Sumatra, las Célebes, en la Isla de Java y Singapur.

## Géneros
- Agorius Thorell, que agrupa diez especies.